# Hadong
Hadong (Hadong-gun, âm Hán Việt: Hà Đông quận) là một huyện ở tỉnh Gyeongsang Nam, Hàn Quốc. Huyện này có diện tích 675,53 km², dân số năm 2003 là 58.010 người.
Hadong đã có tên là 'Dasachon' trong thời kỳ Jinguk, và thuộc 'Nangnoguk', một trong 12 huyện của Byeonhan. Theo 'Lịch sử Tam Quốc', địa danh này có tên là 'Handasa-gun' và đã được đổi tên thành 'Hadong-gun' vào năm 757 dưới thời vua Gyeongdeok. Trong thời Goryeo, địa danh này có tên 'Hadong-hyeon' vào năm 1414, năm thứ 14 của Taejong, địa danh này có tên 'Hanamhyeon' cùng với 'Namhaehyeon'. Địa danh này đã được nâng thành 'Hadongdohobu' vào năm 1740.
Tổng thống Hàn Quốc Lee Myeong bak gần đây đã công bố kế hoạch xây một cung nghỉ mát Gyeongsangnam-do ở Hadong.